# Traités numérotés
Les Traités numérotés sont une série de onze traités signés par les Premières Nations avec la Couronne du Canada entre 1871 et 1921. Ils ont permis au Dominion du Canada créé en 1867 de disposer de terres en échange de promesses faites aux peuples autochtones signataires. Grâce à ces traités, le gouvernement canadien a pu poursuivre l'installation de colons et l'exploitation de ressources dans les régions concernées, qui couvrent la majeure partie des territoires actuels de l'Alberta, de la Colombie-Britannique, du Manitoba, de l'Ontario, de la Saskatchewan et des Territoires du Nord-Ouest.
Les Traités numérotés ont été signés en deux vagues : les traités numéro 1 à 7 en 1871-1877 et les traités numéro 9 à 11 en 1899-1921. La première vague a notamment été cruciale dans l'installation d'Européens dans les Prairies et la construction du Canadien Pacifique. La seconde vague a principalement été motivée par la possibilité d'exploitation des ressources naturelles.
De nos jours, ces traités sont toujours en vigueur et sont mis en œuvre par Affaires autochtones et du Nord Canada. Ils sont protégés par l'article 35 de la Loi constitutionnelle de 1982.

## Contexte historique

### Le traité de réciprocité de 1854
Le traité de réciprocité canado-américain fut un élément essentiel à la compréhension de l'expansion du territoire canadien vers l'Ouest. Signé en 1854, ce dernier n'a été qu'un simple arrangement préférentiel partiel, opposé à une union douanière. L'entente permettait aux Américains le libre accès aux pêcheries côtières et elle abolissait les taxes douanières pour un ensemble important de produits qui passèrent la frontière. Le traité permettait également un accès aux canaux canadiens afin de se rendre dans l'Ouest.
Dans la même décennie, quelques événements surviennent, comme la guerre de Sécession (appelée aussi « guerre civile »), laquelle aura un impact considérable pour le traité de réciprocité : on verra pendant cette période les échanges commerciaux entre le Canada et les États-Unis croître considérablement. Signé pour une durée de dix ans, les industries américaines refusèrent son renouvellement, car peu avant son échéance, il n'était plus jugé avantageux pour elles, et les mesures protectionnistes prirent le dessus.
Devant trouver d'autres débouchés pour ses produits, le Canada est rencontre alors des problèmes économiques importants dans ses colonies, ce qui mènera à l'idée d'une union ou d'une confédération dans la tête des dirigeants. Ces difficultés joueront un rôle important dans la création de la confédération et dans ce qui suivra quelques années plus tard : la signature de traités numérotés pour l'expansion vers l'ouest.

### Le chemin de fer
Le chemin de fer fut un autre élément favorable à la confédération et l'expansion vers l'Ouest canadien. Plusieurs hommes politiques et hommes d'affaires voient le projet d'essor du chemin de fer comme favorable à l'économie de la province. Ce moyen de transport est le seul capable de transporter d'importantes quantités de marchandises pendant la période hivernale. Manquant de fonds, on propose que l'État aide à financer le projet qui relierait la Province du Canada aux riches marchés des États-Unis. Mais pour ne pas avoir à obtenir des capitaux américains, la compagnie du grand tronc prendra forme et sera subventionnée par l'État et la Province du Canada.
Un désaccord sur son tracé fait surface : les hommes d'affaires souhaiteraient que la ligne ferroviaire passe du Nord vers le Maine alors que la Grande-Bretagne, pour des raisons stratégiques, ne veut pas d'un projet passant par le territoire des États-Unis, prônant un tracé qui resterait uniquement sur le territoire Canadien. Les deux parties n'ayant pas le même objectif, le projet est laissé de côté. Il restera toutefois un interêt quant au projet de voies ferrées, malgré le manque de ressources. C'est sans doute une raison qui explique l'intérêt des maritimes dans le projet de Confédération.

### L'achat de l'Ouest
À la même époque, les États-Unis sont aux prises avec la guerre de Sécession. Cet événement stimule l'expansion industrielle. L'ensemble du territoire est mis en valeur par son peuplement et la construction de chemin de fer. Les États-Unis acquerront aussi l'Alaska. L'expansion accélérée des États-Unis vers l'Ouest met le doute quant aux prochaines acquisitions que les Américains pourraient entreprendre. Le gouvernement canadien obtient les terres qui selon lui représentent des terres précieuses. Les années qui suivirent la Confédération seront quelque peu mouvementées par ce désir d'expansion du territoire vers l'Ouest afin d'assurer l'avenir économique du pays et freiner les voisins du sud. Pour ce faire, le gouvernement fédéral acquiert la Terre de Rupert et le Territoire du Nord-Ouest en 1870. Cette acquisition permet d'obtenir 6 475 000 km2 de territoires avec une population d'environ 75 000 hommes, composée de Métis, de Blancs, d'Indiens et d'Inuits. L'abondance des richesses et la grandeur du territoire sont idéales pour le projet d'expansion du Dominion.

### Soulèvement des Métis
En 1870, environ 80 % et plus de la population dans les terres du Manitoba est métis. On voit une différenciation de leur communauté vis-à-vis les communautés autochtones des autres provinces, car celle du Manitoba est de sang mêlé soit métis. Ces peuples métis établis près de la rivière Rouge craignent l'arrivée massive d'immigrants provenant du Dominion. Le gouvernement enverra des hommes pour effectuer un arpentage afin de redéfinir les frontières. Les Métis vont tenter de bloquer l'arpentage à la britannique en bloquant la route menant à leurs terres. Ils essaieront par le fait même de négocier leur entrée dans le Dominion. En mars 1870, Thomas Scott est exécuté et cette exécution va animer la colère des protestants dans les années à venir. Peu de temps après, l'Acte du Manitoba sera proclamé. La province deviendra bilingue, on construira des écoles et les Métis recevront 1,4 million d'acres de terre pour les enfants des Métis.
À la suite de la création du Manitoba, la population métisse diminuera considérablement passant de 80 à seulement 7 %. La pression colonisatrice ainsi que la modification de la distribution des terres pèseront finalement lourd dans la balance quant à l'avenir des autres populations autochtones sur le territoire canadien. Ce soulèvement aboutira aux traités no 1 et no 2 ainsi qu'à une succession de traité concernant les terres des peuples autochtones.

## Création des traités
Le contexte historique de la création de la confédération a mené à l'exclusion aux conférences de Charlottetown (1864) et de Québec (1864) pour les premières nations, bien que le gouvernement souhaitât favoriser les relations de nation à nation. Cette attitude dite paternel les empêchent par le fait même de participer aux discussions sur l'unification de la nation.

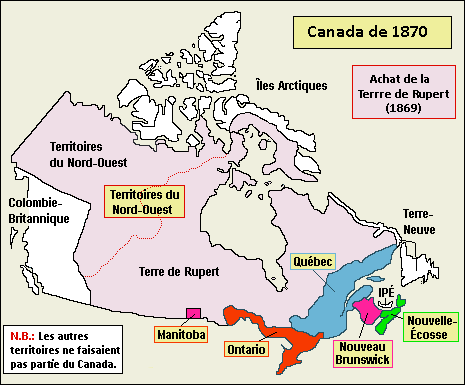
Représentation du territoire lors de l'acquis des terres de Rupert et du territoire du Nord-Ouest.

Le Dominion du Canada assure la responsabilité des affaires autochtones et fera des ententes par le biais de onze traités qui seront signés entre 1871 et 1921. En dépit de l'exclusion que les groupes autochtones subissent, le gouvernement tente de tenir compte de l'appréhension de ceux-ci quant à leur avenir dans le Dominion. Ces traités toucheront plusieurs aspects comme l'économie, des droits territoriaux et d'autres concessions en lien avec leurs terres ancestrales. Ces traités amèneront l'assimilation de ces peuples dans une colonie de culture blanche et à des actes de cession de terres à une très grande échelle. La création se fera en deux vagues distinctes, avec un écart de vingt-deux ans entre le traité no 7 et le traité no 8.

### 1870-1877

#### Traité numéro 1 et 2
À la suite de l'acquisition des terres de Rupert et du territoire du Nord-Ouest, le gouvernement canadien s'octroie beaucoup de pouvoir afin de mieux contrôler les terres sans avertir les peuples de la nouvelle administration que prendrait le pays. La question la plus mitigée vis-à-vis ce changement radical fut la question des terres et des métis. Ceux-ci n'étaient en aucun cas rassurés par les mesures prises par le gouvernement. Leur plus grande crainte était d'être dépossédés de leurs terres. Ce bouleversement a mené à la création d'un gouvernement provisoire sous la direction de Louis Riel.
Les traités no 1 et 2 furent signés le 3 et le 21 août 1871. Ces ententes étaient entre la nation Anishinabe, la nation Moskégons et le Canada dans le territoire actuel du Manitoba.
Selon les stipulations du traité numéro 1 :
Le gouvernement doit :
- Donner à chaque bande une réserve assez grande pour fournir 160 acres à chaque famille de cinq (ou un lot proportionnel pour les familles plus ou moins nombreuses) ;
- Donner à chaque homme, femme et enfant la somme de 3 $ ;
- Remettre à chaque famille de cinq une rente annuelle de 15 $ ;
- S'engager à maintenir une école en activité dans chaque réserve et à interdire la présence et la vente d'alcool dans les réserves.

Les Anishinabes et les Moskégons doivent :
- Céder, rendre et donner à Sa Majesté la reine une partie du territoire, décrite de façon détaillée dans le Traité : il s'agit d'une portion considérable du sud-est et du centre-sud de la province actuelle du Manitoba, qui comprend la vallée de la rivière Rouge et qui s'étend au nord jusqu'au début des lacs Manitoba et Winnipeg, et à l'ouest jusqu'aux villages de Portage la Prairie et Brandon, le long de la rivière Assiniboine.

Alors que dans le traité no 2, ce sont les engagements des Anishinabes qui seront modifiés. Ils devront céder une partie importante de grande valeur à Sa Majesté. Le territoire représente trois fois la taille de la province. En échange, le gouvernement s'engage toujours à remettre une réserve assez grande de 160 acres pour chaque famille de cinq.

#### Traité numéro 3
Le traité numéro 3 s'est élaboré grâce au nouveau projet d'expansion du chemin de fer Canadien Pacifique allant du lac Supérieur à la rivière Rouge. Le projet dépend donc du succès du traité, car celui-ci devra passer le territoire des Saulteaux. La signature du traité en 1873 a mis fin à quatre années de négociations. En conclusion, les conditions du traité furent les suivants :
Le gouvernement promet :
- De mettre de côté des réserves pour les Saulteaux (Ojibwés) ;
- De fournir des indemnités de toutes sortes ;
- Un paiement forfaitaire de 12 $ par famille de cinq personnes ;
- Un paiement annuel de 5 $ par personne ;
- De fournir des fonds pour l'achat de matériel agricole et d'autres outils.

En échange, les Saulteaux :
- Acceptent de céder tous leurs droits et titres sur leurs terres au gouvernement du Canada. Ces terres ont une superficie totale de 14 245 000 hectares ;
- Conservent le droit de chasser et de pêcher sur ces terres jusqu'à ce que le gouvernement décide de les utiliser à d'autres fins, y compris pour l'établissement de colonies, l'exécution de travaux publics et l'extraction de ressources.

Dans la signature de ce traité, les Saulteaux ont eu le beau jeu, car sans eux le projet d'expansion n'aurait pas eu lieu.

#### Traité numéro 4
Le traité numéro 4 fut signé le 15 septembre 1874 entre les commissaires et treize chefs autochtones. Le traité numéro 4 a divisé les tribus autochtones concernées. Il y avait des dimensions internes à considérer, car chacun des partis avait des intérêts divergents. Les Cris, les Saulteux ainsi que les Assiniboines réussissent à s'entendre et souhaitent signer le contrat en échange d'une assurance quant aux intentions du gouvernement à leur égard. Les dispositions du traité no 4 sont sensiblement les mêmes que celles du traité no 3 à l'exception de quelques montants et de cadeaux offerts.
Le gouvernement s'engage :
- Remettre un paiement annuel de 5 $ et un don sous forme de vêtements ;
- En plus du paiement unique de 25 $, d'un manteau et d'une médaille en argent, ils percevront 25 $ tous les ans ;
- À remettre tous les trois ans de nouveaux vêtements aux chefs ;
- À remettre à quatre dirigeants par bande 15 $ chaque année ;
- À donner un mile carré de terre à chaque famille de cinq personnes. Cette terre peut être revendue au gouvernement pour percevoir de l'argent.

Également, le trait prévoit fournir des fournitures et des outils agricoles et des munitions. Il mentionne l'importance de la mise en place des réserves ainsi que la construction de quelques écoles. Il garantit également les droits des Autochtones en matière de chasse, de pêche et de piégeage sur l'ensemble des terres cédées, à l'exception de celles qui doivent être utilisées pour l'agriculture, la foresterie, l'exploitation minière ou la colonisation. Le traité numéro 4 aura été compliqué à signer mais il aura aussi été difficile à appliquer, car deux ans plus tard, les perceptions monétaires n'auront toujours pas été faites, retardant par le fait même la possibilité de faire de l'agriculture.

#### Traité numéro 5
Signé en 1875-1876, le traité numéro 5 alias traité de Winnipeg est une entente entre le gouvernement fédéral et les peuples Ojibwés et Moskégons du lac Winnipeg. Les peuples autochtones souhaitent signer un traité comme ils ont fait avec les 4 derniers mettant à leur disposition des avantages comparables. Le gouvernement est hésitant face à cette requête, car il a déjà les terres nécessaires pour la construction de son chemin de fer et de la ceinture agricole dans l'Ouest.
Le gouvernement doit :
- Donner un paiement unique de 5 $ lors de la signature du traité ;
- Donner 160 acres de terre par famille, ce qui représente le quart de ce qui a été accordé aux peuples signataires des traités no 3 et 4 (quoiqu'il s'agisse de la même superficie que celle offerte aux peuples signataires des traités nos 1 et 2) ;
- Utiliser ces terres pour le développement ou pour des travaux publics, pourvu qu'il indemnise les autochtones signataires ;
- Promettre aussi de maintenir des écoles dans les réserves, d'y contrôler le commerce des boissons alcoolisées et de distribuer les paiements annuels suivants : 5 $ par personne, 15 $ par conseiller (dirigeant de bande) et 25 $ par chef ;
- Donner d'autres cadeaux des drapeaux, des outils, des vêtements et des médailles, ainsi que de l'argent pour acheter des munitions et de la ligne de pêche, sont aussi offerts.

Les autres dispositions et conditions du Traité no 5 sont semblables à celles négociées auparavant dans les traités numérotés. De ce fait, il y a très peu de possibilités de négociation de la part des peuples autochtones.
Les peuples autochtones doivent :
- Céder leurs droits fonciers en échange de terres de réserve où ils pourront pratiquer la chasse, le piégeage et la pêche.

Le traité numéro 5 a par le fait même été conclu à la suite de trois voyages de négociations que Thomas Howard a entrepris.

#### Traité numéro 6
Le traité numéro 6 est signé le 23 août 1876 par des représentants de la Couronne et les dirigeants Cris, Assiniboines et Ojibwés à Fort Carlton, en Saskatchewan ainsi que le 9 septembre Fort Pitt.  Le traité couvre la région de l'Alberta et la Saskatchewan d'aujourd'hui. Les peuples autochtones de cette région s'inquiètent des intérêts du gouvernement vis-à-vis le territoire. Ce traité a été initié par les peuples autochtones afin de contrer l'arrivée d'étrangers sur leurs terres. Autrefois, la source de nourriture principale des différentes nations de l'Ouest était le bison. La population de cet animal avait grandement diminué depuis quelques décennies, passant d'environ 75 millions au XVIIe siècle à environ 200000 bisons en 1890. Ainsi, la disponibilité de cette ressource étant plus rare, plusieurs chefs de tribus indiennes finirent par accepter la cession des terres qu'ils occupaient, en échange de biens et de services offerts par le gouvernement fédéral.
Le gouvernement promet :
- Un paiement annuel de 25 $ par chef ;
- Un paiement annuel de 15 $ par notable ;
- Un paiement annuel de 5 $ pour tous les autres membres du groupe ;
- Un paiement forfaitaire de 12 $ pour chaque membre de la bande ;
- Des terres dans des réserves à raison d'un mille carré (environ 2,5 km2) par famille de cinq ;
- La construction d'écoles dans les réserves.

En vertu du traité, le gouvernement fournit :
- De la ficelle et des munitions d'une valeur de 1 500 dollars par année ;
- Du matériel agricole, y compris des outils de jardinage, des bêtes d'élevage, des chevaux et des chariots.

En échange de titres autochtones sur leurs terres (voir Territoire autochtone). Les peuples autochtones conservent le droit de s'adonner à la chasse, au piégeage et à la pêche sur les terres de réserve.
C'est donc par le biais des négociations à Fort Carlton et à Fort Pitt que résulte le traité numéro 6.

#### Traité numéro 7
Le traité numéro 7 est le dernier traité conclu entre le gouvernement et les nations autochtones. Il fut signé Le 22 septembre 1877 par les représentants de cinq Premières Nations: les Siksikas (Pieds-Noirs), les Kainai (Gens-du-Sang), les Piikani (Peigans), les Stoneys-Nakodas et les Tsuut'ina (Sarsis).
Il est inscrit dans le traité que les peuples autochtones cèdent leur territoire s'étendant sur environ 130 000 km2, des Rocheuses à l'ouest aux collines Cyprès à l'est, et de la rivière Red Deer au nord à la frontière des États-Unis au sud, mais conservent leur droit de chasse sur le territoire.
En échange de cette cession, le gouvernement s'engage
À donne des terres équivalant à  6,47 km2 par famille de cinq, la taille du territoire étant ajustée selon la taille de la famille.
Les Siksikas, les Tsuut'ina et les Kainai se font offrir une réserve le long de la rivière Bow, tandis que les Piikani sont installés dans une réserve à Crow's Creek, une région située près des collines Porcupine. Quant aux Stoneys-Nakodas, on leur attribue un territoire près de la colonie méthodiste de Morleyville.
- À donner à chaque homme, femme et enfant un paiement de 12 $ et une annuité de 5 $ ;
- À donner à chaque chef un salaire annuel de 25 $ ;
- À donner à chaque chefs mineurs et conseillers 15 $ par année ;
- À donner à chaque chef une carabine Winchester, une médaille et un drapeau commémorant le traité ;
- À remettre aux chefs et aux conseillers un habillement complet tous les trois ans.

Après s'être engagé à remettre des terres et des compensations monétaires, le gouvernement accepte de payer les salaires des enseignants sur les réserves, et de verser la somme de 2 000 dollars par an pour l'achat de munitions. Divers outils sont également promis aux nations, donc des haches et des scies. Finalement, le gouvernement s'engage à fournir du bétail aux familles (deux vaches pour chaque famille de cinq personnes ou moins, trois vaches pour chaque famille de cinq à neuf personnes et quatre vaches pour chaque famille de dix personnes et plus), ainsi qu'un taureau pour chaque chef et chaque conseiller. Les familles désirant cultiver la terre peuvent aussi choisir de recevoir une vache de moins que le nombre prévu en échange d'outils pour l'agriculture.
Ce qui est arrivé avec le traité numéro 7 c'est que les représentants des groupes autochtones ont vu cette entente comme une entente de paix, de cohabitation paisible en échange d'une série de promesse. Jamais ils n'ont vu ce traité comme une cession de terre à l'égard du gouvernement fédéral.

### 1899 à 1921
Les traités négociés entre 1899 et 1921 sont tous relativement similaires, malgré quelques différences. L'ajout principal aux traités no 8, no 10 et no 11 concernent des dispositions reliées aux terres. On prévoyait environ 160 acres pour les personnes qui choisissaient de vivre à l'extérieur des bandes. Connu sous le nom de « terres en propriété individuelle », ce concept se voulait une réponse au fait que la densité des populations n'était pas aussi importante dans le Nord. Comparativement aux autres traités numérotés, c'est le traité no 9 qui comporte le plus grand nombre de différences. On peut penser à l'annuité qui est passée à 4 $ au lieu de 5, et on ne prévoyait pas de distribution de munitions ni de filet, aucun instrument agricole, ni d'outils de charpenterie, et pas de salaires ni de vêtements pour les chefs et les conseillers.